# پو (فرانسه)
شهر پو (به فرانسوی: Pau) در شهرستان پیرنه-آتلانتیک در ناحیه ناحیه آکیتن با جمعیت ۸۳٬۹۰۳ نفر در کشور فرانسه واقع شده‌است

## نگارخانه

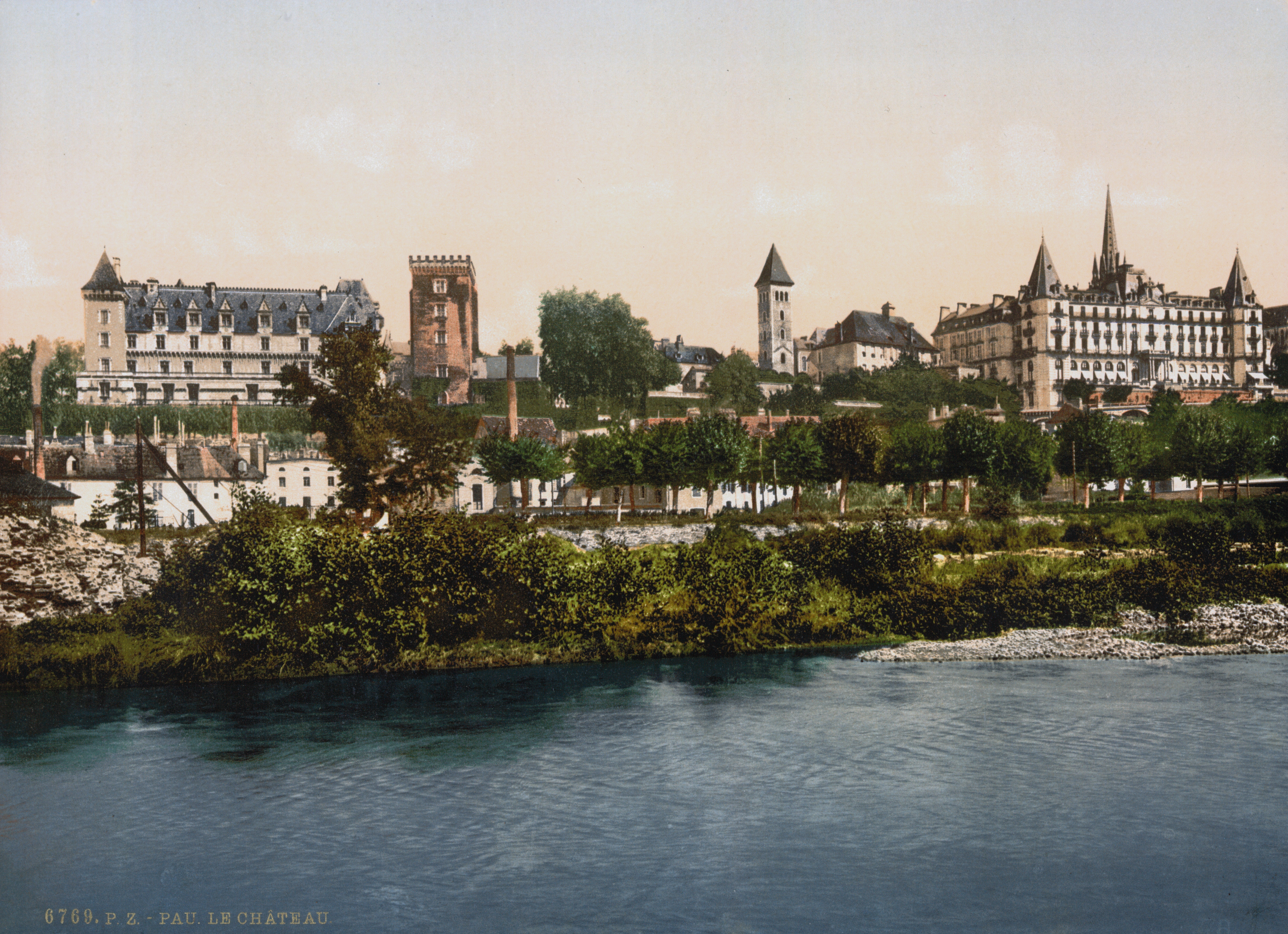
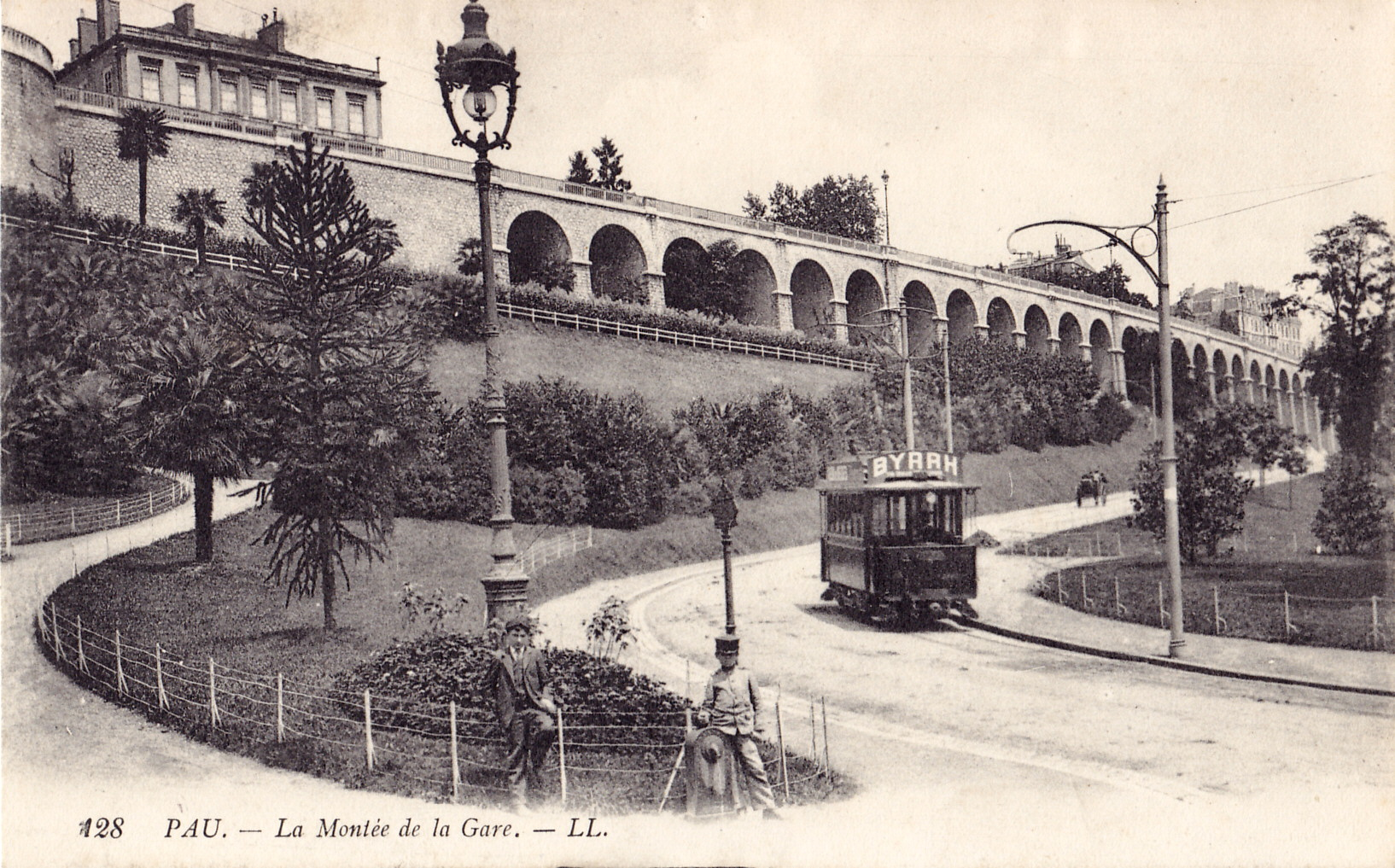
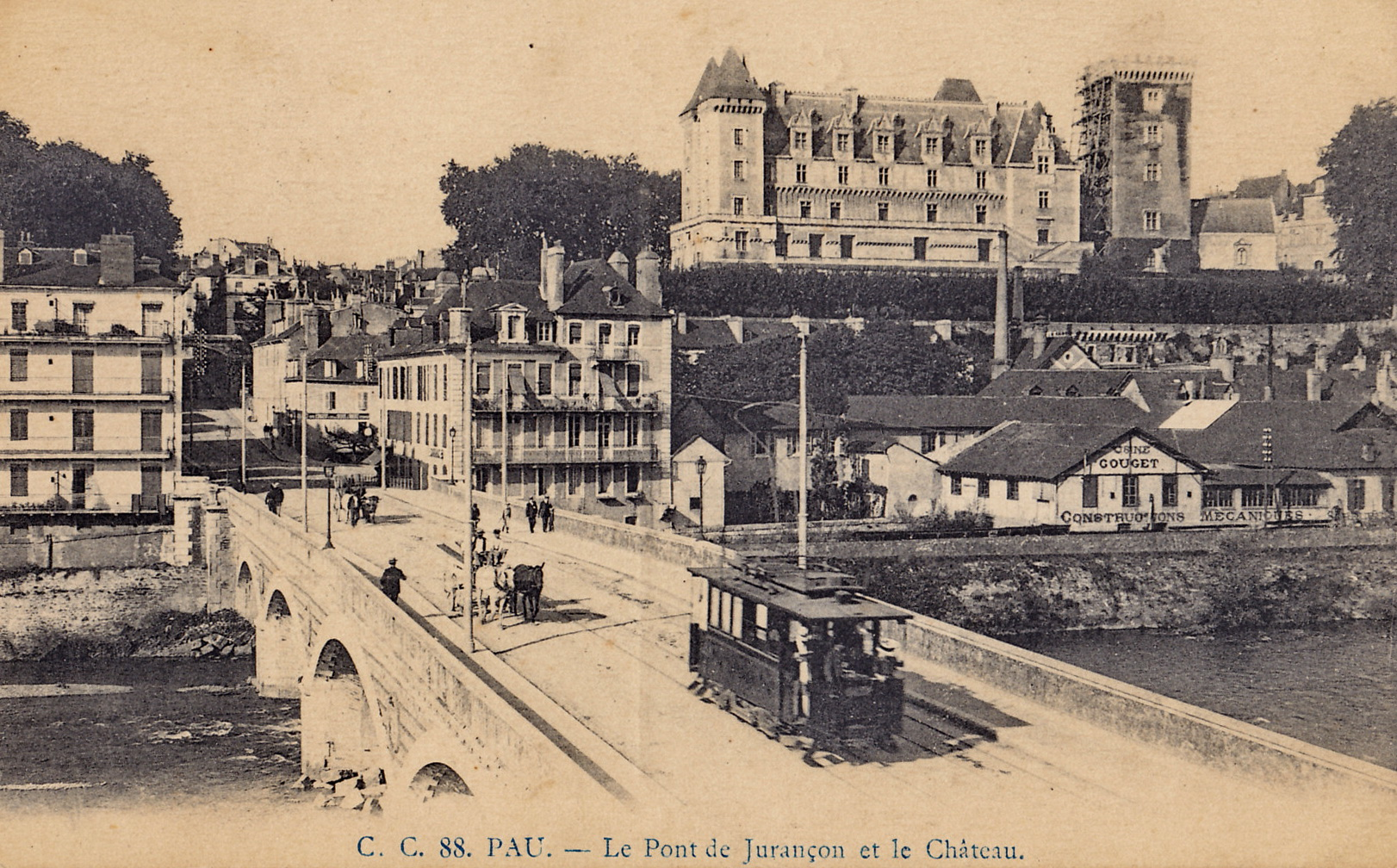